# Rivière à écrevisses à pattes blanches
Les rivières à écrevisses à pattes blanches sont des cours d'eau classés en zone Natura 2000 où vivent des populations d'écrevisses à pattes blanches parmi les plus représentatives des départements de la région,,.